# 世界大ロマン全集
世界大ロマン全集（せかいだいロマンぜんしゅう）は、東京創元社より1956年から1959年にかけて刊行されたSF小説、怪奇小説、冒険小説、推理小説、ユーモア小説の叢書。箱入り新書版。全65巻。

## 一覧
- 『世界大ロマン全集 01』大佛次郎訳 1956
「鉄仮面」 アレクサンドル・デュマ
- 『世界大ロマン全集 02』 大久保康雄訳 1956
「情炎の海（英語版）」 ダフネ・デュ=モーリア
- 『世界大ロマン全集 03』 平井呈一訳 1956
「魔人ドラキュラ」 ブラム・ストーカー
- 『世界大ロマン全集 04』 延原謙訳 1956
「緑のダイヤ」(The Green Eye of Goona)  アーサー・モリスン
「霧の夜」(In the Fog)　リチャード・ハーディング・デイヴィス（英語版）
「ある殺人者の日記」 マルセル・ベルジェ(Marcel Berger)
- 『世界大ロマン全集 05』 大久保康雄訳 1956
「洞窟の女王」 H・R・ハッガード
- 『世界大ロマン全集 06』 乾信一郎訳 1956
「地下鉄サム」(Thu-bway Tham) ジョンストン・マッカレー
「専用心配係」(Jeeves Takes Charge) P・G・ウッドハウス
- 『世界大ロマン全集 07』 宇野利泰訳 1956
「タイム・マシン」 H・G・ウェルズ
「透明人間」 H・G・ウェルズ
「モロー博士の島」 H・G・ウェルズ
- 『世界大ロマン全集 08』 植田敏郎訳 1956
「乙女の湖」(Hell in Frauensee) ヴィッキー・バウム
- 『世界大ロマン全集 09』 上脇進訳 1956
「ツシマ 日本海々戦」(Тсусзима)  アレクセイ・ノビコフ＝プリボイ
- 『世界大ロマン全集 10』 江口清訳 1957
「八十日間世界一周」 ジュール・ヴェルヌ
「モーリス・ルヴェル短編集」 モーリス・ルヴェル（英語版）
　「ある精神異常者」
　「麻酔剤」
　「犬舎」(Le Chenil)
　「だれ?」
　「生さぬ子」
　「碧眼」(Nes Yeux)
　「乞食」
　「青蠅」
　「暗中の接吻」(Le Baiser dans la Nuit)
　「ベルゴレーズ街の殺人事件」
　「情状酌量」
　「集金係」(The Debt Collector)
　「父と子」
　「十時五十分の急行」
- 『世界大ロマン全集 11』 平井呈一訳 1957
「復讐（ヴェンデッタ）」(Vendetta!) マリー・コレリ
- 『世界大ロマン全集 12』 中村能三訳 1957
「月長石」 ウイルキー・コリンズ
- 『世界大ロマン全集 13』 木村庄三郎訳 1957
「岩窟王 (上)」 アレクサンドル・デュマ
- 『世界大ロマン全集 14』 木村庄三郎訳 1957
「岩窟王 (下)」 アレクサンドル・デュマ
- 『世界大ロマン全集 15』 関根秀雄訳 1957
「パリの秘密」(Les Mystères de Paris)  ユージェーヌ・シュー
- 『世界大ロマン全集 16』 大西尹明訳 1957
「マラコット深海（英語版）」 コナン・ドイル
「ゴードン・ピムの冒険」 エドガー・アラン・ポオ
- 『世界大ロマン全集 17』 上田進訳 1957
「黄金の仔牛（ロシア語版）」(Zolotoi telënok) イリヤ・イリフ(Il'ia Arnol'dovich Il'f)、エウゲニー・ペトロフ(Evgenii Petrov)
- 『世界大ロマン全集 18』 伊藤俊男訳 1957
「ピーター候補生 - ピーター・シンプル」 F・マリアット
- 『世界大ロマン全集 19』 龍口直太郎訳 1957
「ボンベイの夜 (上)」(Night in Bombay) ルイス・ブロムフィールド
- 『世界大ロマン全集 20』 龍口直太郎訳 1957
「ボンベイの夜 (下)」(Night in Bombay) ルイス・ブロムフィールド
- 『世界大ロマン全集 21』 獅子文六、安堂信也、水谷準訳 1957
「陽気な騎兵隊」(Les Gaités de L'Escardron / Le Train De 8. H. 47.) ジョルジュ・クールトリーヌ（英語版）
「三角ものがたり」(Conts) フィッシェ兄弟（フランス語版）(Alex Fischer、Max Fischer)
- 『世界大ロマン全集 22』 宇野利泰訳 1957
「髑髏城」(Castle Skull) ジョン・ディクスン・カー
- 『世界大ロマン全集 23』 中村真一郎訳 1957
「ポーゾール王の冒険」 ピエール・ルイス
- 『世界大ロマン全集 24』 江戸川乱歩編、平井呈一訳 1957
怪奇小説傑作集 I
「幽霊屋敷」(The Haunters and the Haunted) エドワード・ブルワー＝リットン
「エドマンド・オーム卿」(Sir Edmund Orme) ヘンリー・ジェイムズ
「ポインター氏の日録」(The Diary of Mr. Poynter) M・R・ジェイムズ
「猿の手」 W・W・ジェイコブス
「パンの大神」アーサー・マッケン
「いも虫」(Caterpillars) E・F・ベンスン(E. F. Benson)
「秘書奇譚」(Strange Adventure of a Private Secretary)アルジャーノン・ブラックウッド
「炎天」(August Heat) W・F・ハーヴィー
「アウトサイダー」 H・P・ラヴクラフト
- 『世界大ロマン全集 25』 富士正晴訳 1957
「金瓶梅」
- 『世界大ロマン全集 26』 岡田真吉、宇佐見英治訳 1957
「うたかたの恋」 クロード・アネ(Claude Anet)
「アリアーヌの青春」 クロード・アネ
- 『世界大ロマン全集 27』 田中西二郎訳 1957
「人魚とビスケット」(Sea-Wyf and Biscuit) J・M・スコット（英語版）(J. M. Scott)
- 『世界大ロマン全集 28』 阿部知二訳 1957
「白い牙」 ジャック・ロンドン
「荒野の呼び声」 ジャック・ロンドン
- 『世界大ロマン全集 29』 生田耕作訳 1957
「第二の顔」(La Belle Image) マルセル・エイメ
- 『世界大ロマン全集 30』 石川湧訳 1957
「奇巌城」 モーリス・ルブラン
「怪盗紳士」 モーリス・ルブラン
- 『世界大ロマン全集 31』 大久保康雄訳 1957
「女王の復活（英語版）」(The Return of She)　H・R・ハガード
- 『世界大ロマン全集 32』 小松太郎訳 1957
「消え失せた密画」(Die verschwundene miniatur) エーリッヒ・ケストナー
- 『世界大ロマン全集 33』 植田敏郎訳 1957
「吸血鬼」(Vampir) H・H・エーヴェルス（英語版）
- 『世界大ロマン全集 34』 西村孝次訳 1958
「紅はこべ団」 バロネス・オルツイ
- 『世界大ロマン全集 35』 木村毅訳 1958
「クオ・ヴァディス」ヘンルィク・シェンキェーヴィチ
- 『世界大ロマン全集 36』 中橋一夫、高城ちゑ訳 1958
「朝の旅路 (上)」(Morning Journey) ジェイムズ・ヒルトン
- 『世界大ロマン全集 37』 中橋一夫、高城ちゑ訳 1958
「朝の旅路 (下)」(Morning Journey) ジェイムズ・ヒルトン
- 『世界大ロマン全集 38』 江戸川乱歩編、宇野利泰訳 1958
怪奇小説傑作集 II
「ポドロ島」(Podolo) L・P・ハートリイ(L. P. Hartley)
「みどりの想い」(Green Thought) ジョン・コリア
「帰ってきたソフィ・メイスン」(Sophy Mason Comes Back) E・M・デラフィールド(E. M. Delafield)
「船を見ぬ島」(No Ship Pass) L・E・スミス(Lady Eleanor Smith)
「泣きさけぶどくろ」(The Screaming Skull) F・M・クロフォード(F. Marion Crawford)
「スレドニ・ヴァシュタール」(Sredni Vashtar) サキ
「人狼」(The Werewolves) フレデリック・マリヤット
「卵形の水晶球」(The Crystal Egg) H・G・ウェルズ
「テーブルを前にした死骸」(The Corpse at the Table) S・H・アダムス(Samuel Hopkins Adams)
「恋がたき」(The Rival Dummy) ベン・ヘクト
「住宅問題」(Housing Problem) ヘンリー・カットナー
- 『世界大ロマン全集 39』 大久保康雄訳 1958
「スカラムーシュ」(Scaramouche) ラファエル・サバチニ
- 『世界大ロマン全集 40』 高橋邦太郎訳 1958
「ケーニクスマルクの謎」(Kœnigsmark) ピエール・ブノア
「トランプ譚」(Le Roman d'un tricheur) サッシャ・ギトリー
- 『世界大ロマン全集 41』 会田由訳 1958
「血と砂」(Sangre y arena) ヴィセント・ブラスコ＝イバーニェス
- 『世界大ロマン全集 42』 檀一雄訳 1958
「西遊記」呉承恩
- 『世界大ロマン全集 43』 井上勇訳 1958
「ゼンダ城の虜」 アンソニー・ホープ
- 『世界大ロマン全集 44』 宗左近訳 1958
「黒いチューリップ」アレクサンドル・デュマ
- 『世界大ロマン全集 45』 袋一平訳 1958
「白の奇跡」 ニコライ・チーホノフ（英語版）(Nikolai Semenovich Tikhonov)
- 『世界大ロマン全集 46』 大久保康雄訳 1958
「すべてこの世も天国も (上)」(All This, and Heaven too) レイチェル・フィールド（英語版）(Rachel Field)
- 『世界大ロマン全集 47』 大久保康雄訳 1958
「すべてこの世も天国も (下)」(All This, and Heaven too)  レイチェル・フィールド
- 『世界大ロマン全集 48』 原卓也訳 1958
「ドウエル教授の首」 アレクサンドル・ベリャーエフ
- 『世界大ロマン全集 49』 牧逸馬訳 1958
「運命のSOS - 世界怪奇実話集」
- 『世界大ロマン全集 50』 宇野利泰訳 1958
「黒いカーテン」 ウィリアム・アイリッシュ
「晩餐後の物語」(After Dinner Story) コーネル・ウールリッチ
「階下(した)で待ってて」(Finger of Doom) コーネル・ウールリッチ
- 『世界大ロマン全集 51』 小松太郎訳 1958
「雪の中の三人男」(Drei manner im schnee) エーリッヒ・ケストナー
- 『世界大ロマン全集 52』 大久保和郎訳 1958
「王妃の首飾り (上)」(Le Collier de la Reine) アレクサンドル・デュマ
- 『世界大ロマン全集 53』 大久保和郎訳 1958
「王妃の首飾り (下)」(Le Collier de la Reine) アレクサンドル・デュマ
- 『世界大ロマン全集 54』 松原正訳 1958
「コロスコ号の悲劇」(The Tragedy of the Korosko) コナン・ドイル
「クルンバーの謎」(The Mystery of Cloomber) コナン・ドイル
- 『世界大ロマン全集 55』 江口清訳 1958
「月世界旅行」 ジュール・ヴェルヌ
「マルティン・パス」 ジュール・ヴェルヌ
- 『世界大ロマン全集 56』 野尻抱影訳 1959
「宝島」  ロバート・ルイス・スティーヴンスン
「ジーキル博士とハイド氏」 ロバート・ルイス・スティーヴンスン
- 『世界大ロマン全集 57』 大久保康雄訳 1959
「二人の女王（英語版）」 H・R・ハッガード
- 『世界大ロマン全集 58』 井上一夫訳 1959
「怪傑ゾロ」 ジョンストン・マッカレー
- 『世界大ロマン全集 59』 田辺貞之助訳 1959
「恋人たちと泥棒たち - フランス・ユーモア傑作集」 トリスタン・ベルナール(Tristan Bernard)
- 『世界大ロマン全集 60』 大西尹明他訳 1959
「ウィーンの調べ」(Les Harmonies viennoises, Émile Paul) ジャン・カスー
「ジェニーの肖像」 ロバート・ネイサン
- 『世界大ロマン全集 61』 龍口直太郎訳 1959
「鎧なき騎士」 ジェイムズ・ヒルトン
- 『世界大ロマン全集 62』 長谷川修二訳 1959
「拳銃王(H・ジョーンズ)の死」(The Authentic Death of Hendry Jones) チャールズ・ナイダー(Charles Neider)
- 『世界大ロマン全集 63』 田中西二郎訳 1959
「冒険はわが宿命」 ドッド・オズボーン（英語版）(Dod Orsborne)
- 『世界大ロマン全集 64』 大久保康雄訳 1959
「モンテズマの娘」(Montezuma's Daughter) H・R・ハガード
- 『世界大ロマン全集 65』 大久保康雄訳 1959
「アランの妻」(Allan's Wife) H・R・ハガード
「マイワの復讐」(Maiwa's Revenge) H・R・ハガード